# Perehodîci, Rokîtne
Perehodîci (în ucraineană Переходичі) este un sat în comuna Vejîțea din raionul Rokîtne, regiunea Rivne, Ucraina.

## Demografie
Componența lingvistică a localității Perehodîci
     Ucraineană (100%)
Conform recensământului din 2001, toată populația localității Perehodîci era vorbitoare de ucraineană (100%).